# Chaetopsylla rothschildi
Chaetopsylla rothschildi är en loppart som beskrevs av Kohaut 1903. Chaetopsylla rothschildi ingår i släktet Chaetopsylla och familjen grävlingloppor. Inga underarter finns listade i Catalogue of Life.